# Avenue de Corinthe
L’avenue de Corinthe est une voie marseillaise située dans le 6e arrondissement de Marseille. 

## Situation et accès
Elle va de l’avenue de Toulon au boulevard Vincent-Delpuech.
C’est une artère secondaire du quartier de Lodi qui prolonge la rue de l'Abbé-Féraud, située dans le quartier voisin de Baille, au Parc du 26e centenaire. Elle est essentiellement résidentielle.

## Origine du nom
La rue doit son nom à la ville de Corinthe, en Grèce.